# Густиня
Густи́ня — село в Україні, у Прилуцькому районі Чернігівської області. Населення становить 150 осіб. Входить до складу Сухополов'янської сільської громади.
У селі розташований Густинський Свято-Троїцький монастир.

## Історія
Густиня відоме село насамперед монастирем, заснованим у першій половині XVII століття на землях князя Вишневецького за участі Раїни Могилянки-Вишневецької, родички митрополита Петра Могили. Свою назву село дістало від густих дубових гаїв, що могли колись були в цих місцях. Пізніше, коли з 1648 року Прилуки стали полковим містом, монастир став швидко розбудовуватись завдяки пожертвам козацької старшини. У 1670-1690 роках замість дерев'яних споруд було зведено кам'яні. У 1672-1676 роках виріс розкішний Троїцький головний храм монастиря. Центральною спорудою чудового архітектурного барокового ансамблю монастиря є дев'ятидільний, п'ятибальний Троїцький собор, який вражає величчю й вишуканою красою. Головною окрасою собору є майстерно виконане членування об'ємів. Вони утворюють живу гру площин, архітектурних мас і деталей, підпорядковану ідеї створення величі і водночас витонченості.
Тарас Шевченко відвідує Густинь і залишає згадку про село в повісті «Музикант». «Это настоящее Сенклерское аббатство». Свої враження від монастиря Тарас Шевченко передав у трьох витончених акварелях, які увійшли до альбому 1845 року, створеному для київської археографічної комісії.
Густиня була приписана до  церкви св. Михаїла в Маціївці.
Найдавніше знаходження на мапах — 1787 рік.
У 1862 році на слободі казенній Підмонастирська (Густиня) були монастир з 5 церквами, 2 ярмарки та 22 двори, де жило 149 осіб.
У 1911 році на слободі Підмонастирська була церковноприходська школа та жило 196 осіб.
Густинська сільська рада утворена 8.08.1945.
До 2019 року орган місцевого самоврядування — Замостянська сільська рада.

## Населення

### Мова
Розподіл населення за рідною мовою за даними перепису 2001 року:
| Мова       | Кількість | Відсоток |
| ---------- | --------- | -------- |
| українська | 124       | 82.67%   |
| російська  | 26        | 17.33%   |
| Усього     | 150       | 100%     |

## Галерея

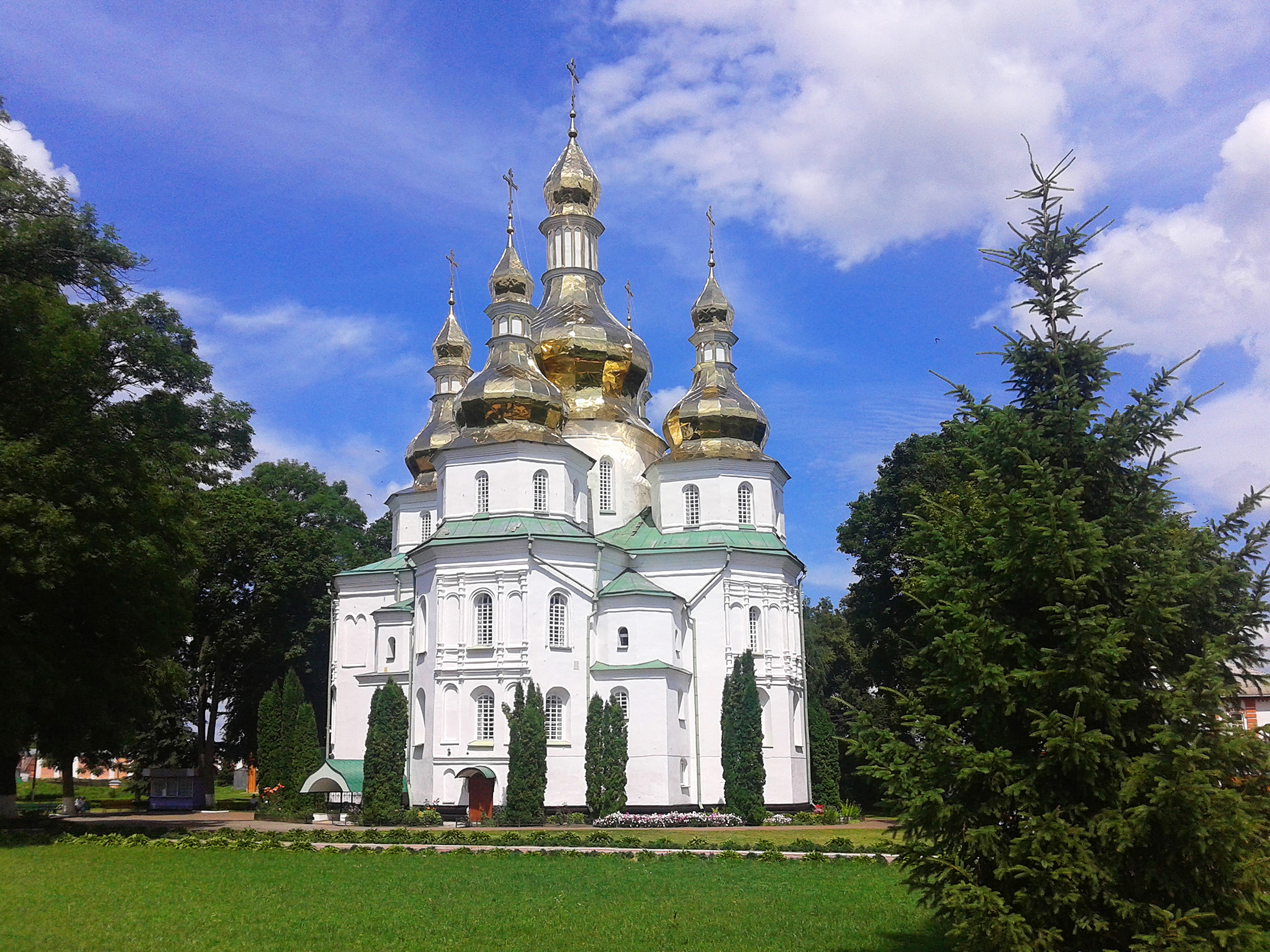
Густиня Свято-Троїцький собор
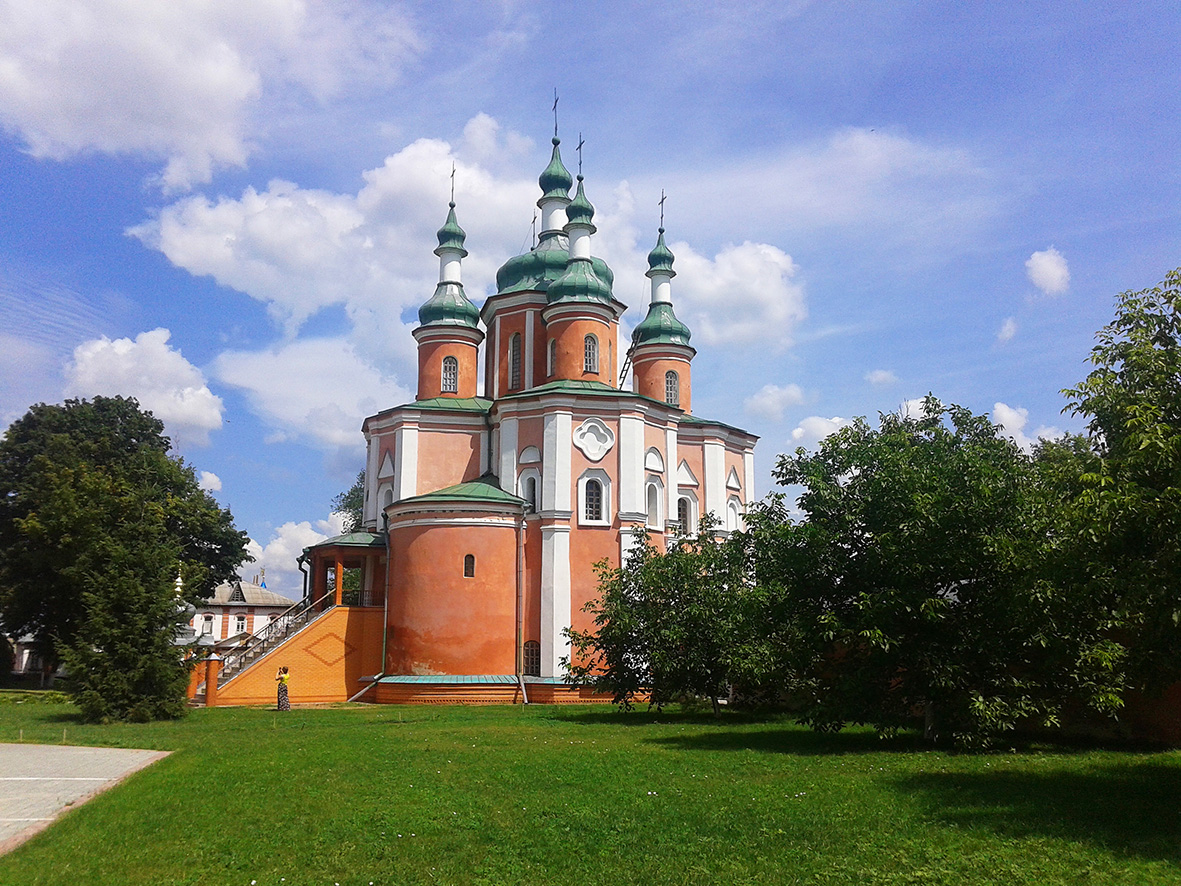
Петропавлівська надбрамна церква (мур.)
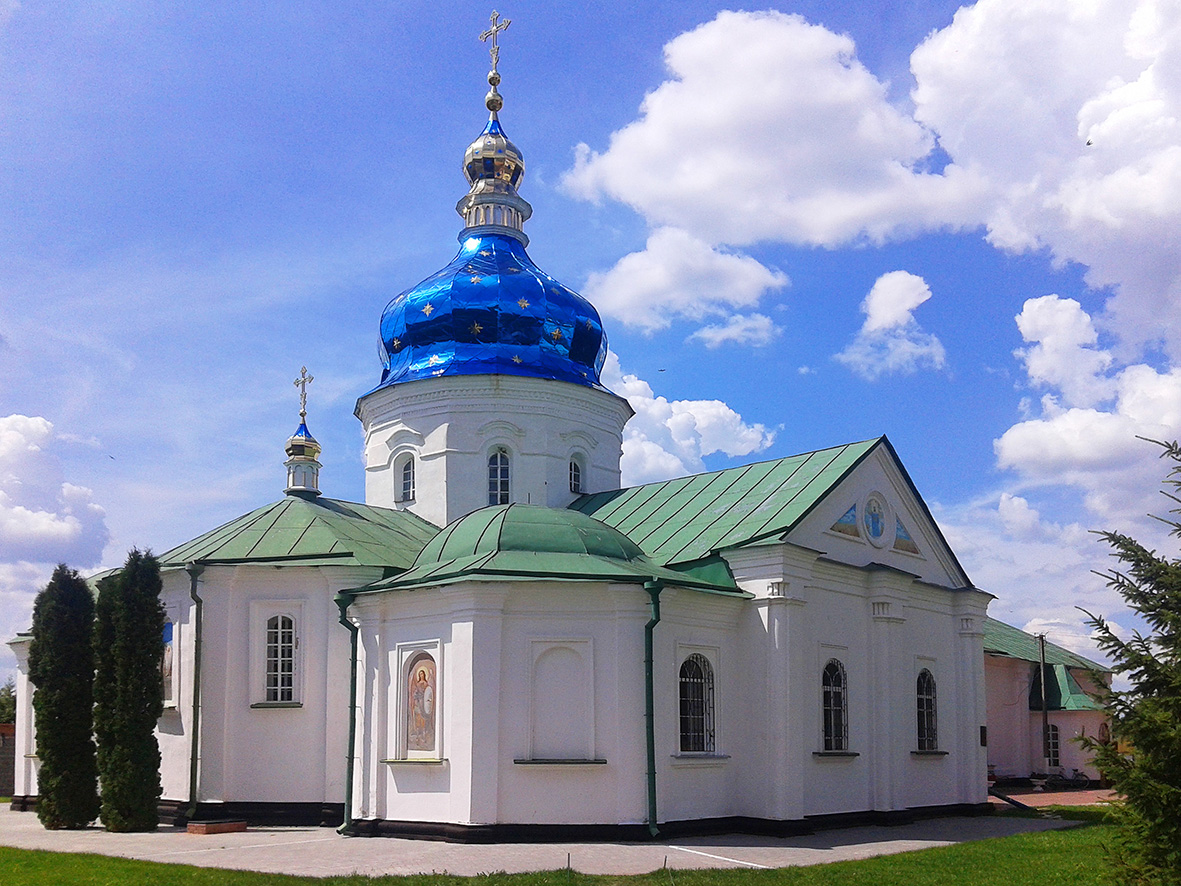
Воскресенська трапезна церква. Густинський Свято-Троїцький монастир
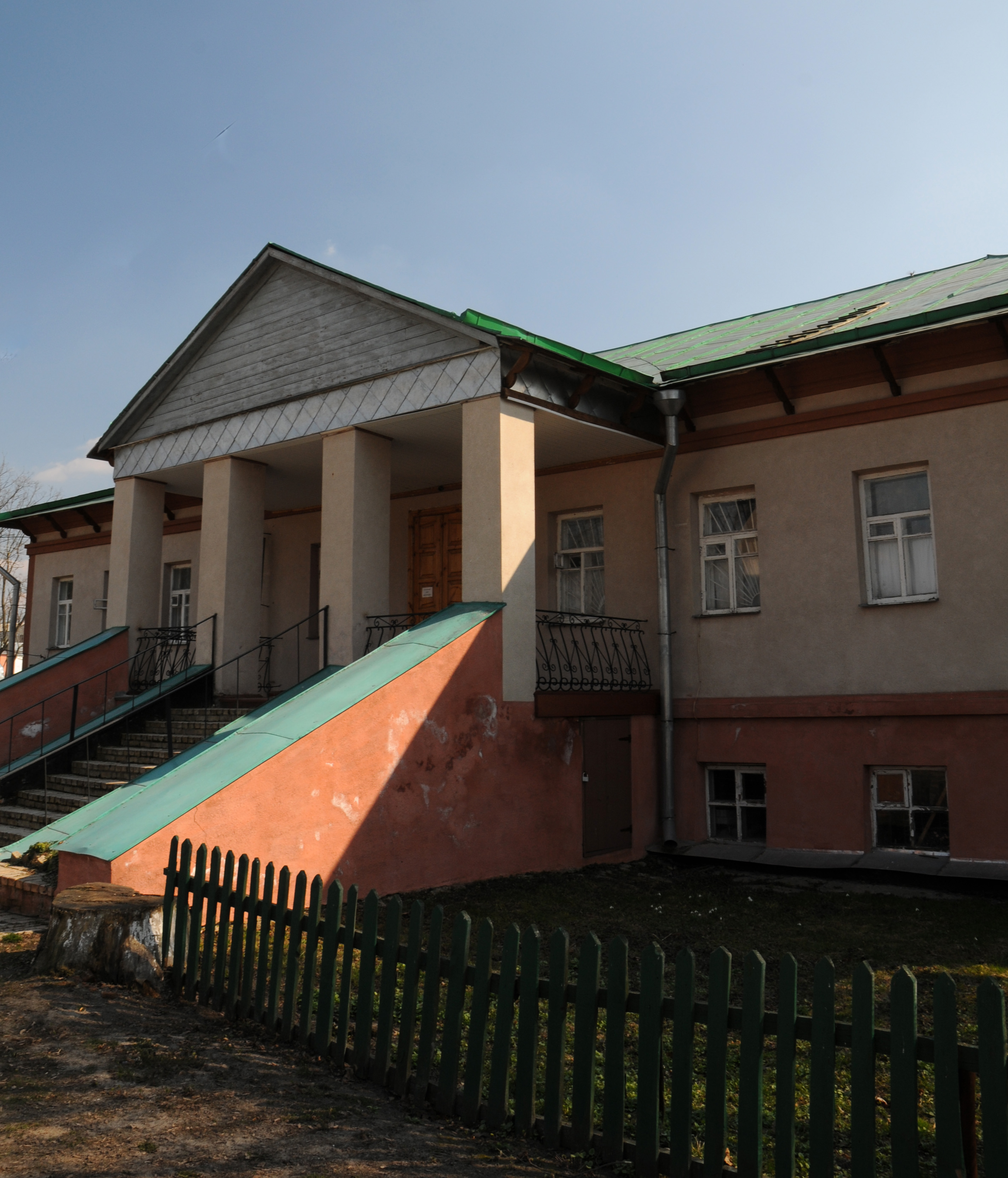
Монастирський готель
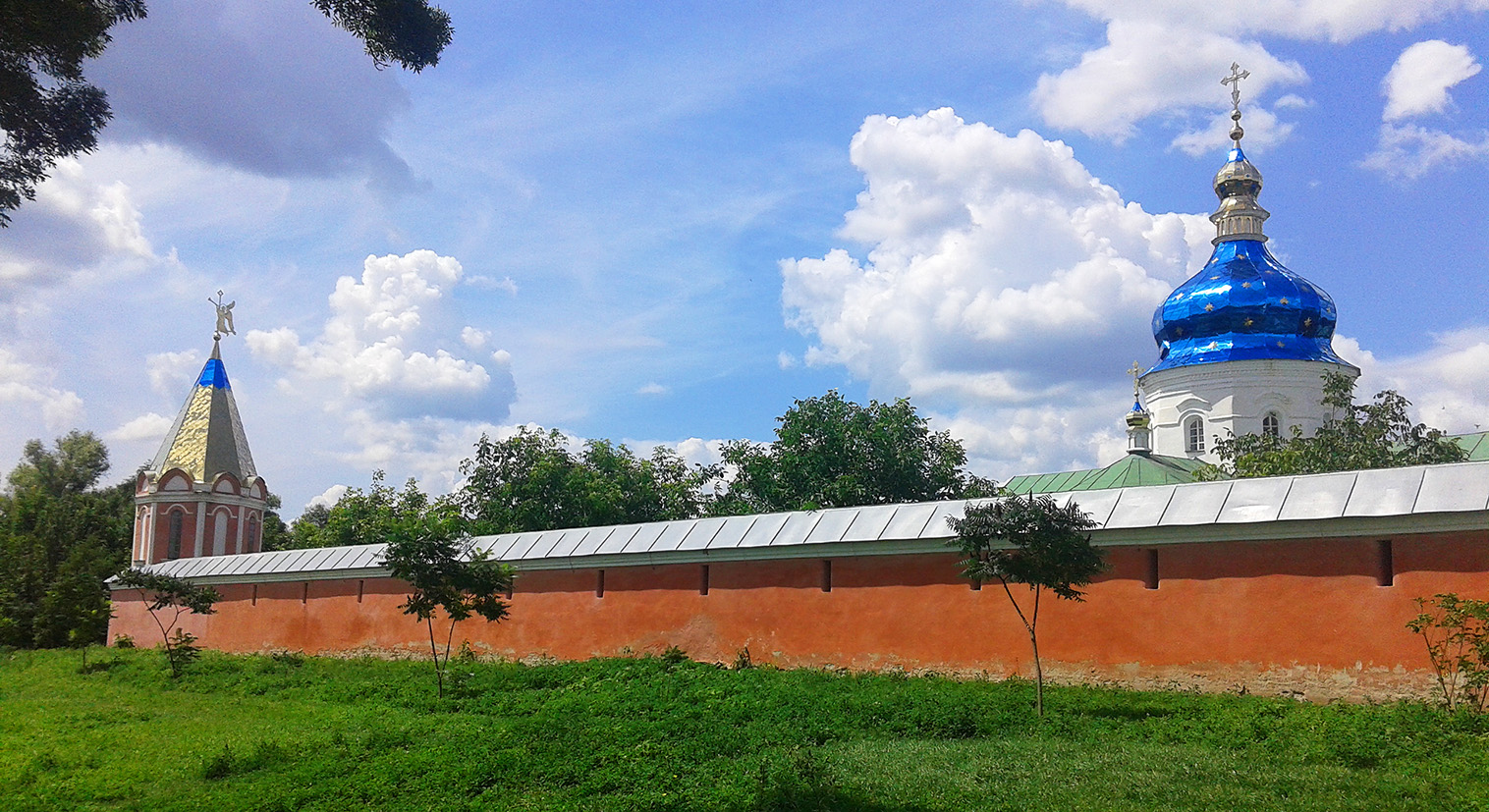
Мури та брами монастиря